# Джелем, джелем
Джелем, джелем (в превод Пътувал съм, пътувал съм) е циганска песен, смятана за химн на етническата общност. Мелодията на песента е традиционна, а текстът е дело на югославския композитор от цигански произход Жарко Йованович. Текстът на цигански е приет от делегатите на Световния цигански конгрес в 1971 година.

## Текст
| Gelem, gelem, lungone dromensa Maladilem bakhtale Romensa A Romale katar tumen aven, E tsarensa bahktale dromensa? A Romale, A Chavale Vi man sas ek bari familiya, Murdadas la e kali legiya Aven mansa sa lumniake Roma, Kai putaile e romane droma Ake vriama, usti Rom akana, Men khutasa misto kai kerasa A Romale, A Chavale | Пътувал съм, пътувал съм по дълги пътища. Срещал съм щастливи цигани. Цигани, откъде идвате с шатрите си по щастливите пътища? Ех, цигани, ех, момчета. Преди имах голямо семейство, убиха го Черните Легиони. Елате с мен, цигани на мира, да открием цигански пътища. Дойде време циганите да се надигнат, далеч ще стигнем, ако го направим. Ех, цигани, ех, момчета. |